# Paulinho (football, juin 1982)
Pour les articles homonymes, voir Paulinho (homonymie).
Paulo Menezes dit Paulinho est un joueur de football brésilien, né le 14 juin 1982. Il joue comme milieu de terrain.